# Super Meat Boy
Super Meat Boy är ett sidscrollande plattformsspel som designats av Edmund McMillen och Tommy Refenes och utvecklades av Team Meat. Spelet släpptes till Xbox 360 via Xbox Live Arcade oktober 2010, till Microsoft Windows november 2010, till OS X november 2011, till Linux december 2011 som en del av Humble Indie Bundle # 4, maj 2012 som en del av Humble Indie Bundle V, till Playstation 4 och Playstation Vita oktober 2015, till Wii U maj 2016 och till Nintendo Switch januari 2018.